# Martin Fettman
Martin Joseph Fettman est un astronaute américain né le 31 décembre 1956.

## Vols réalisés
Il réalise un unique vol en tant que spécialiste de charge utile, le 18 octobre 1993, à bord du vol Columbia STS-58.